# Boreopterus
Boreopterus ("severní křídlo") byl rodem ptakoještěra, žijícím v období spodní křídy na území dnešní čínské provincie Liao-ning. Tento pterodaktyloidní ornitocheirid byl popsán na základě materiálu, označovaného jako JZMP-04-07-3. Jedná se o bezmála kompletní lebku i postkraniální kostru. Lebka měří 23,5 cm na délku a celkové rozpětí křídel činí 145 cm. Zajímavostí tohoto druhu jsou početné a poměrně velké zuby. Na každé straně v horní i dolní čelisti bylo nejméně 27 zubů, což je neobvykle vysoký počet.
Podle většiny studií patří Boreopterus mezi ornitocheiroidy. Je však také možné, že spolu s příbuzným rodem Feilongus tvoří samostatný klad. Z tohoto důvodu byla pro oba rody ustanovena nová čeleď Boreopteridae.

## Paleobiologie
Ornitocheiroidi jako byl Boreopterus byli podle obecné představy plachtícími letci, podobně jako třeba dnešní albatrosi. Využívali zřejmě vzestupných vzdušných proudů a dokázali takto cestovat na dlouhé vzdálenosti.